# Sans nouvelles de Dieu
Pour plus de détails, voir Fiche technique et Distribution.
Sans nouvelles de Dieu (Sin noticias de Dios) est un film réalisé par Agustín Díaz Yanes en 2001.

## Synopsis
Depuis quelques années, le nombre d'âmes reçues à l'examen d'entrée au paradis diminue sans cesse, au contraire de l'enfer, où le manque de place est dû à l'arrivée incessante de nouveaux pensionnaires. Les gardiens du paradis reçoivent alors une requête de la part d'une mère qui leur demande de sauver l'âme de son fils, un boxeur au passé trouble.

## Fiche technique
- Titre original  = Sin noticias de Dios
- Scénario : Agustín Díaz Yanes
- Production : Mariela Besuievski, Eduardo Campoy, Thierry Forte, Mercedes Gamero (es), Edmundo Gil, Gerardo Herrero, José Manuel Lorenzo (es), Paloma Molina, Andrea Occhipinti (it), Fernando Martin Sanz, Teddy Villalba, Javier Fernández Gutiérrez (es)
- Distributeurs : Italie : Lucky Red Distribuzione
- Décors : Javier Fernández
- Costumes : Sonia Grande (en)
- Musique : Bernardo Bonezzi
- Photographie : Paco Femenia (ca)
- Montage : José Salcedo
- Pays :  Espagne,  Italie,  Mexique et  France
- Langues : espagnol, anglais, français et latin
- Genre : Comédie fantastique
- Durée : 112 minutes (3 437 m)
- Format : Noir et blanc / couleurs ; son Dolby Digital (Dolby 5.1) ; rapport de forme : 2.35 : 1
- Dates de sortie :
  - Espagne : 28 novembre 2001 (avant-première) ; 30 novembre 2001
  - France : 18 juin 2003
  - Belgique : 6 août 2003
- Classification : Espagne : 13 ; Suisse : 14 (canton de Genève) ; Suisse : 14 (canton de Vaud) ; États-Unis : R (langage, violence et sexe)

## Distribution
- Victoria Abril (VF : elle-même) : Lola Nevado
- Penélope Cruz (VF : Fanny Roy) : Carmen Ramos
- Demián Bichir : Many Chaves, le boxeur
- Fanny Ardant (VF : elle-même) : Marina D'Angelo
- Gael Garcia Bernal : Davenport
- Juan Echanove : le directeur
- Bruno Bichir : Eduardo
- Gemma Jones : Nancy
- Emilio Gutiérrez Caba : chef de police
- Cristina Marcos : officier de police
- Luis Tosar : officier de police
- Elena Anaya : Pili
- Peter McDonald (en) : Henry
- Elsa Pataky : serveuse en enfer
- Elia Galera (en)
- Yohana Cobo (« Yohanna Cobo » au générique)
- Javier Bardem : Tony Graco (non crédité)
- Alicia Sánchez (es) : caissière (« Alicia Sanchez » au générique)
- Ángel Alcázar (es) : employée de supermarché (« Angel Alcazar » au générique)
- Paz Gómez (es) : jeune caissière (« Paz Gomez » au générique)
- Teresa Arbolí (es) (« Teresa Arboli » au générique)

## Réception

### Box-office
Budget : 1 200 000 pesetas
- Montant brut aux États-Unis et au Canada : 77 858 $
- Montant brut mondial : 3 340 382 $

### Critiques
Sans nouvelles de Dieu est approuvé sur le site web Rotten Tomatoes par 38 %  de 29 critiques, avec une note moyenne de 5,1 sur 10. Il y est notamment dit : « Plus infernale que céleste, la comédie noire d'Agustín Díaz Yanes sur le duel terrestre entre deux anges n'a pas assez de franches rigolades pour soutenir sa fiction farfelue. ».

### Récompenses
Le film remporte 4 prix et fait partie de 18 sélections. Il est notamment cité aux Goyas de 2002 dans les catégories : « meilleur film », « meilleure actrice » pour Victoria Abril et « meilleur second rôle » pour Gael García Bernal.
- CEC Awards (en) 2002 (Cinema Writers Circle Awards, Espagne) :

Meilleure musique originale (Mejor Música Original) : Bernardo Bonezzi
- MTV Movie Awards 2003, Mexico :

Meilleur Bichir dans un film (Mejor Bichir en una Película) : Demián Bichir
- Prix Turia 2002 :

Prix spécial : Agustín Díaz Yanes